# Bolesničke novine
Bolesničke novine publikacija su Udruge za unapređenje i razvoj Zavoda za endokrinologiju, dijabetes i bolesti metabolizma Kliničkog bolničkog centra "Sestre milosrdnice" iz Zagreba.
Pokrenute su 2000. godine. U pojedinim periodima dostigle su nakladu od deset tisuća primjeraka. Cilj novina je dodatna edukacija pacijenata o raznim bolestima. Glavni urednik je Milan Vrkljan.

## Vanjske poveznice
- Bolesničke novine na stranicama KBC Sestre milosrdnice